# Midas (Tunezja)
Midas (fr. Midès) – miejscowość i oaza w Górach Atlas, w środkowo-zachodniej Tunezji, w gubernatorstwie Tauzar przy granicy z Algierią, niecałe 3 km na północ od miejscowości i oazy Tamaghza oraz ok. 25 km na północ od szottu Szatt al-Gharsa.
Ta stara osada, założona przez Rzymian, została znacznie zniszczona przez powódź z 1969 roku. Ocalałych mieszkańców przeniesiono do nowo zbudowanego osiedla w centrum oazy. Zajmują się oni uprawą fig, daktyli i pomarańczy. W okolicy oazy znajduje się górski kanion. Wąwóz Midas leży na granicy z Algierią. Kręcono tu filmy Angielski pacjent i Fort Saganne.

## Galeria

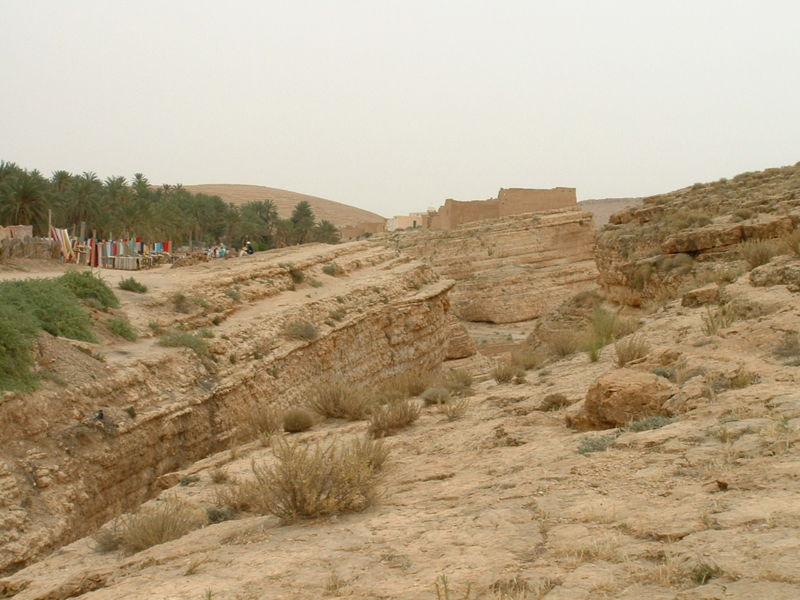
Midas
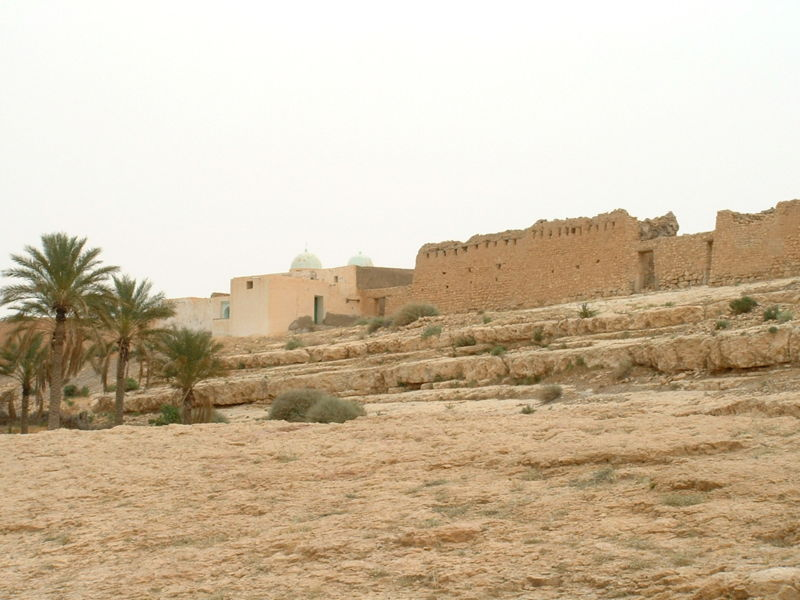
Midas
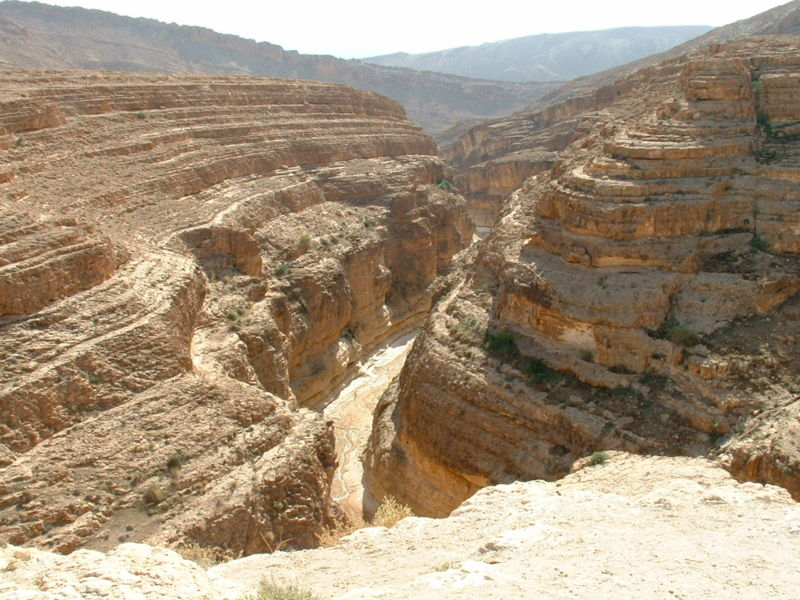
Górski kanion